# Philodicus
Philodicus är ett släkte av tvåvingar. Philodicus ingår i familjen rovflugor.

## Dottertaxa tillPhilodicus, i alfabetisk ordning[1]
- Philodicus aethiopicus
- Philodicus albispina
- Philodicus alcimoides
- Philodicus canescens
- Philodicus ceylanicus
- Philodicus chinensis
- Philodicus cinerascens
- Philodicus compactus
- Philodicus danielsi
- Philodicus doris
- Philodicus dubius
- Philodicus externetestaceus
- Philodicus femoralis
- Philodicus flavipes
- Philodicus fraternus
- Philodicus furunculus
- Philodicus fuscipes
- Philodicus fuscus
- Philodicus gracilis
- Philodicus grandissimus
- Philodicus hospes
- Philodicus indicus
- Philodicus javanus
- Philodicus londti
- Philodicus longipes
- Philodicus ludens
- Philodicus meridionalis
- Philodicus multicellula
- Philodicus nigrescens
- Philodicus nursei
- Philodicus ocellatus
- Philodicus ochraceus
- Philodicus pallidipennis
- Philodicus pallidus
- Philodicus palustris
- Philodicus pavesii
- Philodicus ponticus
- Philodicus propinquus
- Philodicus pruthii
- Philodicus raoi
- Philodicus robustus
- Philodicus rufiventris
- Philodicus sharmai
- Philodicus spectabilis
- Philodicus swynnertoni
- Philodicus temerarius
- Philodicus tenuipes
- Philodicus thoracinus
- Philodicus univentris
- Philodicus walkeri
- Philodicus yirolensis